# Campeonato Russo de Futebol de 1996
O Campeonato Russo de Futebol de 1996 foi o quinto torneio desta competição. Participaram dezoito equipes. O campeão se classifica para a Liga dos Campeões da UEFA de 1997-98. O vice e o terceiro colocados se classificam para a Copa da UEFA de 1997-98. O ascenso e o descenso entre a primeira e a segunda divisão foi estabelecido em três clubes. O clube FC Dynamo-Gazovik Tiumen foi rebaixado na temporada passada.

## Participantes
| Equipe                             | Cidade            | Região                   | No ano anterior                                                         | Estádio                        | Capacidade | Títulos              | Participações |
| ---------------------------------- | ----------------- | ------------------------ | ----------------------------------------------------------------------- | ------------------------------ | ---------- | -------------------- | ------------- |
| PFC CSKA Moscovo                   | Khamovniki        | Moscovo                  | Sexto Lugar                                                             | Estádio Lujniki                | 81.000     | 0 (não possui)       | 5             |
| Spartak Moscovo                    | Presnensky        | Moscovo                  | Terceiro Lugar                                                          | Estádio Lujniki                | 81.000     | 3 (1992, 1993, 1994) | 5             |
| Torpedo Lujniki Moscovo            | Danilovsky        | Moscovo                  | Quinto Lugar                                                            | Estádio Lujniki                | 81.000     | 0 (não possui)       | 5             |
| Dínamo Moscovo                     | Aeroport          | Moscovo                  | Quarto Lugar                                                            | Estádio Dínamo de Moscou       | 36.540     | 0 (não possui)       | 5             |
| FC Alania Vladikavkaz              | Vladikavkaz       | Ossétia do Norte-Alânia  | Campeão                                                                 | Estádio Republicano do Spartak | 32.464     | 1 (1995)             | 5             |
| Lokomotiv Moscovo                  | Preobrazhenskoye  | Moscovo                  | Vice Campeão                                                            | Estádio Lokomotiv de Moscou    | 30.000     | 0 (não possui)       | 5             |
| FC Rotor Volgogrado                | Volgogrado        | Oblast de Volgogrado     | Sétimo Lugar                                                            | Estádio Central                | 32.120     | 0 (não possui)       | 5             |
| FC Uralmash Yekaterinburg          | Ecaterimburgo     | Oblast de Sverdlovsk     | Oitavo Lugar                                                            | Estádio Central                | 30.000     | 0 (não possui)       | 5             |
| FC Lokomotiv Níjni Novgorod        | Níjni Novgorod    | Oblast de Níjni Novgorod | Décimo Segundo Lugar                                                    | Estádio Lokomotiv              | 17.856     | 0 (não possui)       | 5             |
| FC Energiya Tekstilshchik Kamyshin | Kamyshin          | Oblast de Volgogrado     | Décimo Lugar                                                            | Estádio Tekstilshchik          | 7.500      | 0 (não possui)       | 5             |
| FC Krilia Sovetov Samara           | Samara            | Oblast de Samara         | Décimo Quinto Lugar                                                     | Estádio Metallurg              | 33.320     | 0 (não possui)       | 5             |
| FC KAMAZ Chelly Naberejnye Chelny  | Naberejnye Chelny | Tartaristão              | Nono Lugar                                                              | Estádio KAMAZ                  | 10.000     | 0 (não possui)       | 4             |
| FC Jemtchujina                     | Sóchi             | Krai de Krasnodar        | Décimo Quarto Lugar                                                     | Estádio Central de Sóchi       | 12.500     | 0 (não possui)       | 4             |
| FC Rostselmash Rostov do Don       | Rostov do Don     | Oblast de Rostov         | Décimo Terceiro Lugar                                                   | Estádio Rostselmash            | 15.840     | 0 (não possui)       | 4             |
| FC Chernomorets Novorossisk        | Novorossisk       | Krai de Krasnodar        | Décimo Primeiro Lugar                                                   | Estádio Trud                   | 12.500     | 0 (não possui)       | 2             |
| FC Zenit São Petersburgo           | Petrogrado        | São Petersburgo          | Terceiro Lugar do Campeonato Russo de Futebol de 1994 - Segunda Divisão | Estádio Petrovsky              | 21.570     | 0 (não possui)       | 2             |
| FC Lada Togliatti                  | Togliatti         | Oblast de Samara         | Vice Campeão do Campeonato Russo de Futebol de 1994 - Segunda Divisão   | Estádio Torpedo                | 18.000     | 0 (não possui)       | 2             |
| FC Baltika Kaliningrado            | Kaliningrado      | Oblast de Kaliningrado   | Campeão do Campeonato Russo de Futebol de 1995 - Segunda Divisão        | Estádio Baltika                | 14.000     | 0 (não possui)       | 1             |

## Regulamento
O campeonato foi disputado no sistema de pontos corridos em turno e returno em grupo único.  Ao final, três são promovidos e três são rebaixados.

## Primeira Fase
Spartak de Moscovo foi o campeão, foi classificado para a Liga dos Campeões da UEFA de 1997-98.
Alânia (ex-Spartak de Vladikavkaz) e Rotor foram classificados para a Copa da UEFA de 1997-98 .
Lada, Uralmash e Tekstilshchik foi rebaixado para o Campeonato Russo de Futebol de 1997 - Segunda Divisão.

## Campeão
| Campeão Russo de 1996        |
| ---------------------------- |
| FC Spartak Moscovo 4° Título |